# Altar casero

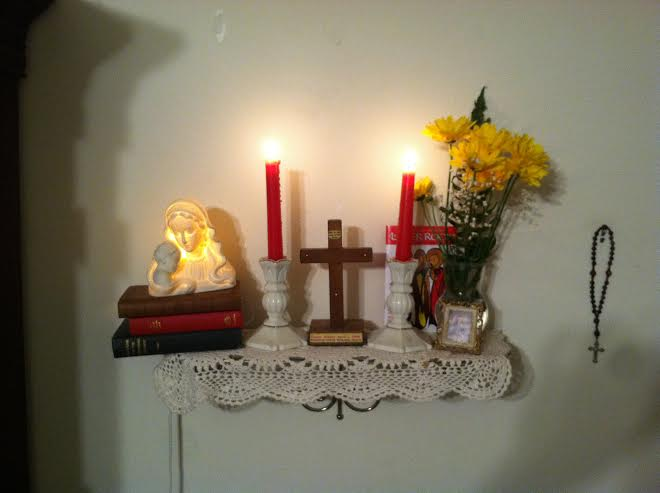
Altar privado

Un altar casero, altar familiar o altar privado es un pequeño altar u oratorio ubicado en un hogar cristiano. Quedan excluidos de esta definición las capillas y oratorios privados oficiales debido a que los mismos constituyen espacios dedicados exclusivamente al culto religioso además de estar declarados como tal, mientras que los altares caseros se hallan integrados en las dependencias de una casa y, pese a ser lugares de culto y no tener carácter público, al igual que las capillas y oratorios privados oficiales, se diferencian de estos en que los altares caseros se hallan ubicados en zonas no consagradas ni reconocidas a nivel oficial como lugares de culto, por lo que en ellos no se pueden celebrar oficios religiosos.
Los altares familiares son empleados generalmente para promover el desarrollo y la intensificación de la piedad personal así como para fomentar una conducta cercana a Dios. The Christian Treasury (1882) relaciona el origen de los altares familiares con el levantamiento de un altar por parte de Abraham, tal y como figura en el Antiguo Testamento.
En 2020, a raíz del cierre de templos católicos y del confinamiento motivado por la COVID-19, se empezó a popularizar la instalación de altares en viviendas particulares, aunque en numerosos países de Latinoamérica ya era una práctica común.

## Descripción
Los altares caseros pueden contener multitud de elementos relacionados con el cristianismo, como una cruz o un crucifijo, una Biblia y otros artículos de carácter religioso específicos de cada denominación cristiana, como un rosario anglicano para los episcopalianos, un Catecismo Menor para los luteranos, o una imagen de la Divina Misericordia para los católicos. Respecto a los altares católicos, es frecuente hallar en los mismos imágenes de Jesús, de la Virgen María o de cualquier santo o del catolicismo; una cruz o un crucifijo, velas y cualquier otro elemento vinculado a dicha religión, incluyendo pequeños retablos similares a los situados en cualquier templo católico. Del mismo modo, los altares caseros están adornados en ocasiones con flores, variando igualmente el tamaño, puesto que un altar privado puede constituir desde una pequeña mesa hasta una pared o habitación entera.
En muchos hogares cristianos, los miembros de la familia, de manera individual o en grupo, se reúnen para rezar o cantar himnos ante el altar, por lo que es frecuente que el mismo se halle situado en una zona común de la casa, como un salón, aunque los altares caseros también pueden estar ubicados en zonas más íntimas, como una habitación privada.

## Galería de imágenes

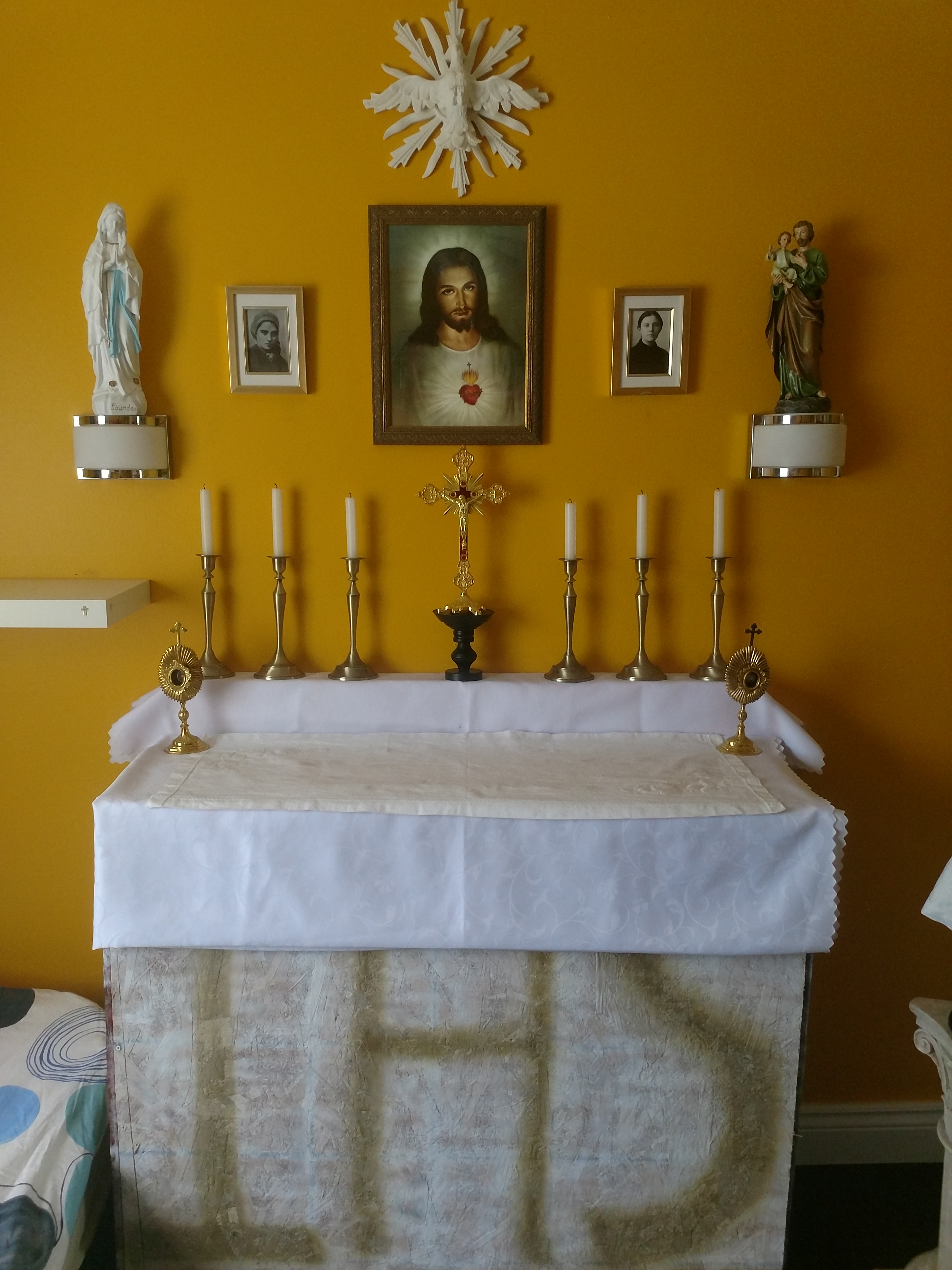
Altar del Sagrado Corazón de Jesús (altar privado en Ontario, Canadá)
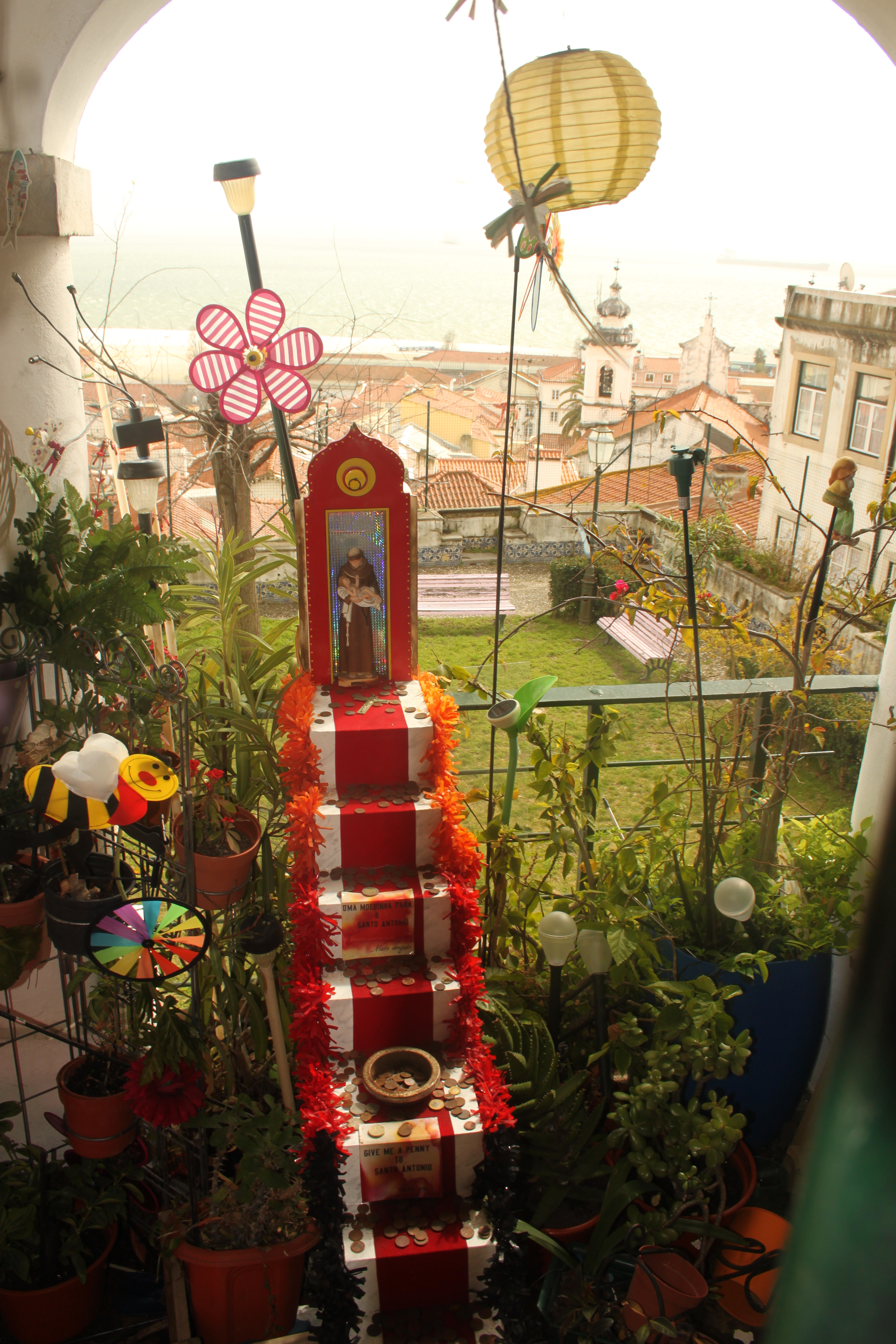
Altar de San Antonio de Padua (altar privado en Lisboa, Portugal)
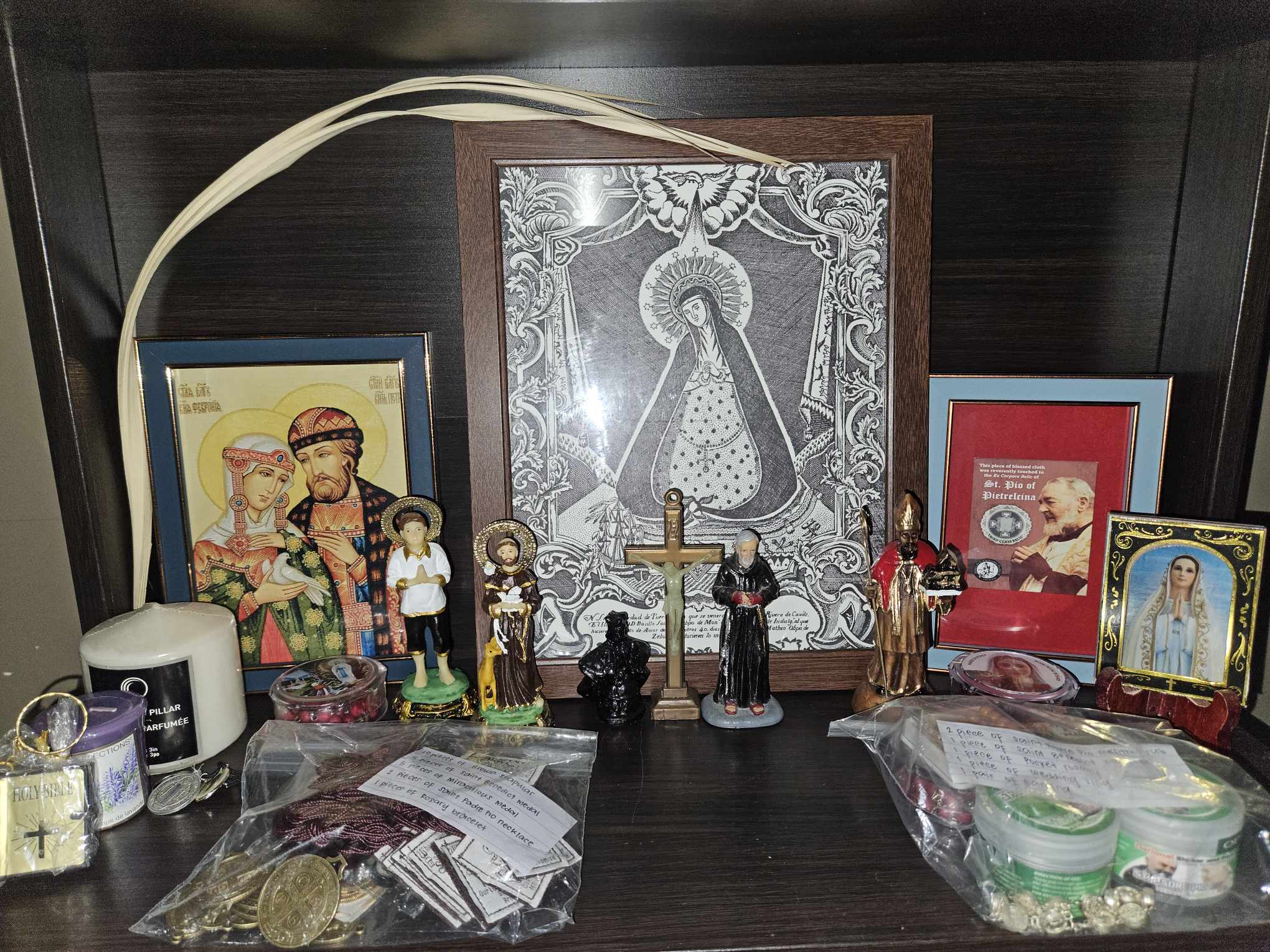
Altar del Nuestra Señora de la Soledad de Porta Vaga (altar privado en Morden, Manitoba, Canadá)